# Davy, koning der dwazen
Davy, koning der dwazen (Amerikaanse titel: Davy) is een sciencefictionroman geschreven door de Amerikaan Edgar Pangborn (1909-1976). Het boek verscheen in de serie Bruna SF, toen de schrijver al overleden was. Pangborn zou een hele serie aan Davy-verhalen en romans schrijven. Voor zover bekend is dit de enige die naar het Nederlands vertaald is. Deze eerste roman in de serie werd gevormd door twee verhalen van Pangborn die hij omsmeedde naar een roman. 

## Synopsis
Het verhaal speelt zich af in het begin van de vierde eeuw (nieuwe jaartelling) na de catastrofe van 1992 (onze jaartelling). Na de atoomoorlog is de wereld teruggeworpen in een toestand vergelijkbaar met de middeleeuwen. De Kerk heeft het weer voor het zeggen, wetenschap is in de band gedaan, want niemand wil meer herinnerd worden aan de rampzalige gevolgen. Vanwege deze houding is de wereld weer “plat” geworden en slavernij weer de gewoonste zaak van de wereld. Een van de problemen die spelen zijn de mutanten, uit menden geboren wezens die dusdanig afwijken dat ze direct gedood worden.
In het noordoosten van wat tijdens de ramp de Verenigde Staten was probeert Davy, de hoofdpersoon, volwassen te worden. Hij trekt eropuit en raakt daarbij verzeild in allerlei avonturen. Zo komt hij terecht in de schermutselingen van dorpen Maho en Katshill, amoureuze verhoudingen en probeert hij het einde der wereld te vinden, waarbij hij strandt op wat wellicht de restanten van de Azoren zijn.
Bijna alle topografische  namen van , zeeën, rivieren, dorpen en steden verwijzen naar plaatsen die wij nu kennen. Filadelfia, Conicut en Hudsonzee verwijzen naar Philadelphia, Connecticut en Hudsonbaai. Albany (New York) bleef echter Albany en ook Potomac kreeg geen nieuwe naam. Het boek wordt gekenschetst door de vele voetnoten, waarbij kennissen van Davy opmerkingen plaatsen bij zijn "geschiedschrijving".
Collegaschrijver Algis Budrys vond dat het boek een vlotte verhaaltrant had, maar ook dat Pangborn zich er met een Jantje van Leiden van afgemaakt had, te weinig diepgang. Ook werden de verstoringen in de tijdlijn hinderlijk gevonden, het verhaal schiet daarin heen en weer.